# Tony Noël
Edme-Anthony-Paul Noël, dit Tony Noël, est un sculpteur français né le 24 janvier 1845 à Paris, et mort le 3 octobre 1909 à Villebon-sur-Yvette.

## Biographie
Tony Noël entre à l’École nationale supérieure des beaux-arts de Paris, où il est l’élève d’Eugène Guillaume, d’Eugène-Louis Lequesne et de Jules Cavelier.
En 1868, il est couronné par le premier prix de Rome pour son Thésée vainqueur du Minotaure.
Il débute au Salon des artistes français en 1872, qu’il abandonne en 1891 pour le salon de la Société nationale des beaux-arts où il expose régulièrement jusqu’en 1901. Il sera récompensé par une médaille de deuxième classe en 1872, une médaille de première classe en 1874, une médaille de deuxième classe à l’Exposition universelle de 1878, un grand prix à l’Exposition universelle de 1889.
Il est nommé professeur de modelage au cours du soir de l’École des Beaux-arts en 1905.
Tony Noël meurt à Villebon-sur-Yvette le 3 octobre 1909 et est enterré à Paris au cimetière du Père-Lachaise (35e division).

## Œuvres dans les collections publiques
En France
- Alès, place de l’Hôtel-de-Ville : Monument à Louis Pasteur. Une souscription, avec le soutien des agriculteurs, industriels et ouvriers du sud-est, fut lancée pour ériger un monument à Pasteur ; il doit évoquer son séjour à Alès de 1865-1869 où il avait été appelé par le chimiste Jean-Baptiste Dumas pour étudier une maladie des vers à soie cévenols ; le groupe en bronze est de Tony Noël. Ce groupe est le seul de la ville à être épargné lors de la réquisition des statues et bustes en bronze[4],[5].
- Bayeux : Monument à Alain Chartier, en bronze, inauguré le 16 juillet 1899 en l’honneur du poète patriote Alain Chartier, envoyé à la fonte sous le régime de Vichy, dans le cadre de la mobilisation des métaux non ferreux[6].
- Chantilly, château de Chantilly :
  - André Le Nôtre, entre 1877 et 1882, statue en marbre commandé en 1877 par le duc d'Aumale pour le parterre nord du parc[7] ;
  - Molière statue en marbre commandée par le duc d’Aumale en 1886 pour le parc.
- Chaumont, place Goguenheim : Monument des guerres coloniales, 1898, fonte (A. Dupuy architecte). La fonte a été réalisée par  E.Capitain-Geny[8],[9],[10].
- Dunkerque, musée des beaux-arts : Roméo et Juliette, Salon de 1875, groupe en marbre[11].
- Guise : Monument à Jean-Baptiste André Godin, inauguré le 2 juin 1889, le monument a été élevé par les familistériens en hommage à Godin après sa disparition en 1888. Orné de la statue en bronze du fondateur par Amédée Doublemard et Tony Noël, et des bas-reliefs de Doublemard seul représentant deux scènes majeures de la vie du personnage. La statue a été déboulonnée par l'Armée allemande durant la première guerre mondiale pour être fondue, puis été reconstituée par Félix Charpentier, élève de Doublemard. Le monument intègre a été à nouveau inauguré le 17 septembre 1922, en même temps que le Monument aux morts du Familistère. Il a été acquis par la ville de Guise en même temps que la place centrale du Familistère en 1981[12].
- La Grand-Combe : Monument à Mathieu Lacroix, 1899. Poète occitan, ami de Frédéric Mistral, il sut toucher les mineurs de La Grand-Combe avec sa poésie intitulée « Paouré Martino » (Pauvre Martine) qui raconte comment un mineur trouve la mort dans un coup de grisou, et comment on vient apprendre ce malheur à sa femme Martine. Ils firent une quête parmi eux pour lui élever un monument. Le buste en bronze fut détruit par l'occupant allemand en 1943 et remplacé ultérieurement par l'œuvre d'un sculpteur contemporain[13].
- La Tronche, musée Hébert : Ernest Hébert, buste en bronze[14].
- Laval, musée des Sciences : La Sculpture et La Peinture surplombant le porche du musée.
- Le Havre, musée d'art moderne André-Malraux : Plainte d’Orphée, Salon de 1886, statue en marbre, présentée  à l’Exposition universelle de 1889[15]
- Limoges, hôtel de ville : L’Orfèvrerie et L’Émaillerie, deux figures allégoriques ornant le fronton de la façade principale.
- Montier-en-Der : Monument aux morts. Un écolier du bataillon scolaire en uniforme, un fusil à la main, reçoit les instructions d’un commandant d’État-major qui montre à l’enfant la direction de la ligne bleue des Vosges. La commune de Montier-en-Der accepte le 10 septembre 1898 la proposition du commandant Linet, conseiller municipal, de faire ériger à ses frais et sans aucune participation financière de la commune un monument pour rendre hommage aux victimes de la ville. Ce groupe a été réalisé par la fonderie Durenne de Sommevoire[16].
- Paris :
  - cimetière du Père-Lachaise :
    - La Musique, haut-relief ornant la tombe du compositeur Napoléon Henri Reber, représentant une jeune femme s’élevant dans les airs et tenant, dans sa main gauche, une lyre brisée et une branche de laurier de sa main droite. Le monument, inauguré le 26 mai 1883 a été construit sur les plans de l’architecte A. Jal[17] ;
    - Thomas Couture, 1878, buste en bronze pour le monument funéraire du peintre par Louis-Ernest Barrias ;
    - Louis-Constant Sévin, buste en bronze ornant la sépulture du sculpteur inhumé le 8 novembre 1888 ;
    - Félix-Charles Berthélémy, buste en bronze ornant la sépulture du musicien, professeur au conservatoire de Paris[18] ;
    - Émile  Eudes, buste en bronze, fondu par la fonderie Thiébaut Frères, ornant la sépulture du général de la Commune de Paris, mort en 1888[19],

  - boulevard Saint-Martin : Monument au baron Isidore Taylor, inauguré le 7 novembre 1907. En témoignage de leur reconnaissance, cinq associations de secours mutuel fondées par Isidore Taylor, firent édifier un monument (Constant Moyaux, architecte) avec un buste en bronze dont la réalisation fut confiée à Tony Noël. Fondu en 1941 sous l’Occupation, le buste fut remplacé en 1945 par une réplique en pierre[20].
  - Grand Palais, fronton : Apollon et la Musique, 1900 (œuvre disparue).
  - hôtel de ville : Le Génie de l’Agriculture, sur la façade du bâtiment intermédiaire au deuxième étage, commande du 10 août 1879.
  - jardin du Ranelagh : La Méditation, 1882, statue en marbre. Le moulage en plâtre a été exposé au Salon de la Société des beaux-arts en 1877[21].
  - palais du Louvre : en 1876, pour la décoration de la nouvelle façade du côté nord à la suite de l’incendie et de la destruction des Tuileries, l’architecte Lefuel commanda à Jules Franceschi le fronton, à Jules Isidore Lafrance La Prudence (premier étage) et La Loi (deuxième étage) et à Tony Noël le groupe du troisième étage[22].
  - square du Temple : Le Rétiaire[23].
  - square Paul-Painlevé (aujourd'hui square Samuel-Paty), groupe en marbre Les Gladiateurs (1883-1888), installé en 1900 puis brisé lors de son déplacement en 1909, les morceaux sont entreposés au dépôt de la ville de Paris[24].
- Sarlat, place de la Rigaudie : Monument à Étienne de La Boétie, 1892 , marbre[25].
- Senlis, musée de Senlis : Thomas Couture, buste en plâtre commandé par Ferdinand Barbedienne pour la réalisation du bronze[26].
- Versailles :
  - musée de l'Histoire de France : Thomas Couture, 1885, buste commandé par la direction des Beaux-arts en 1882. Il s’agit de la reprise du buste en bronze pour la tombe de Thomas Couture au cimetière du Père-Lachaise réalisé en 1878 sur un monument de Louis-Ernest Barrias
  - square Jean Houdon : Monument à Jean-Antoine Houdon. Le sculpteur est représenté debout alors qu'il est en train de sculpter une de ses œuvres les plus célèbres : le Voltaire assis (1780). Dans ce bloc de pierre qu'il taille, on peut voir émerger la tête de Voltaire encore inachevée[27],[28].

Au Viêt Nam
- Saïgon (actuelle Hô-Chi-Minh-Ville) : Monument à Francis Garnier, 1885. Une réplique de cette œuvre, inaugurée le 12 janvier 1902, se trouvait à Saint-Étienne, sa ville natale. La statue de bronze fut vite surnommée « le singe » car affublée d’un bras beaucoup plus long que l’autre : elle a été fondue pendant l’occupation[29],[30].

Œuvres de Tony Noël
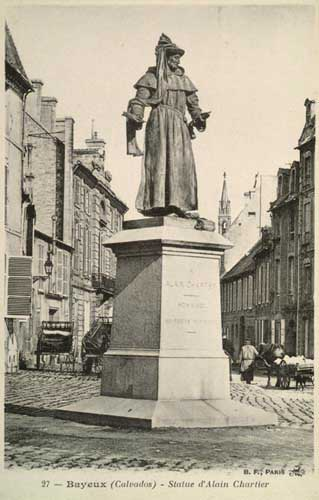
Statue d'Alain Chartier à Bayeux.
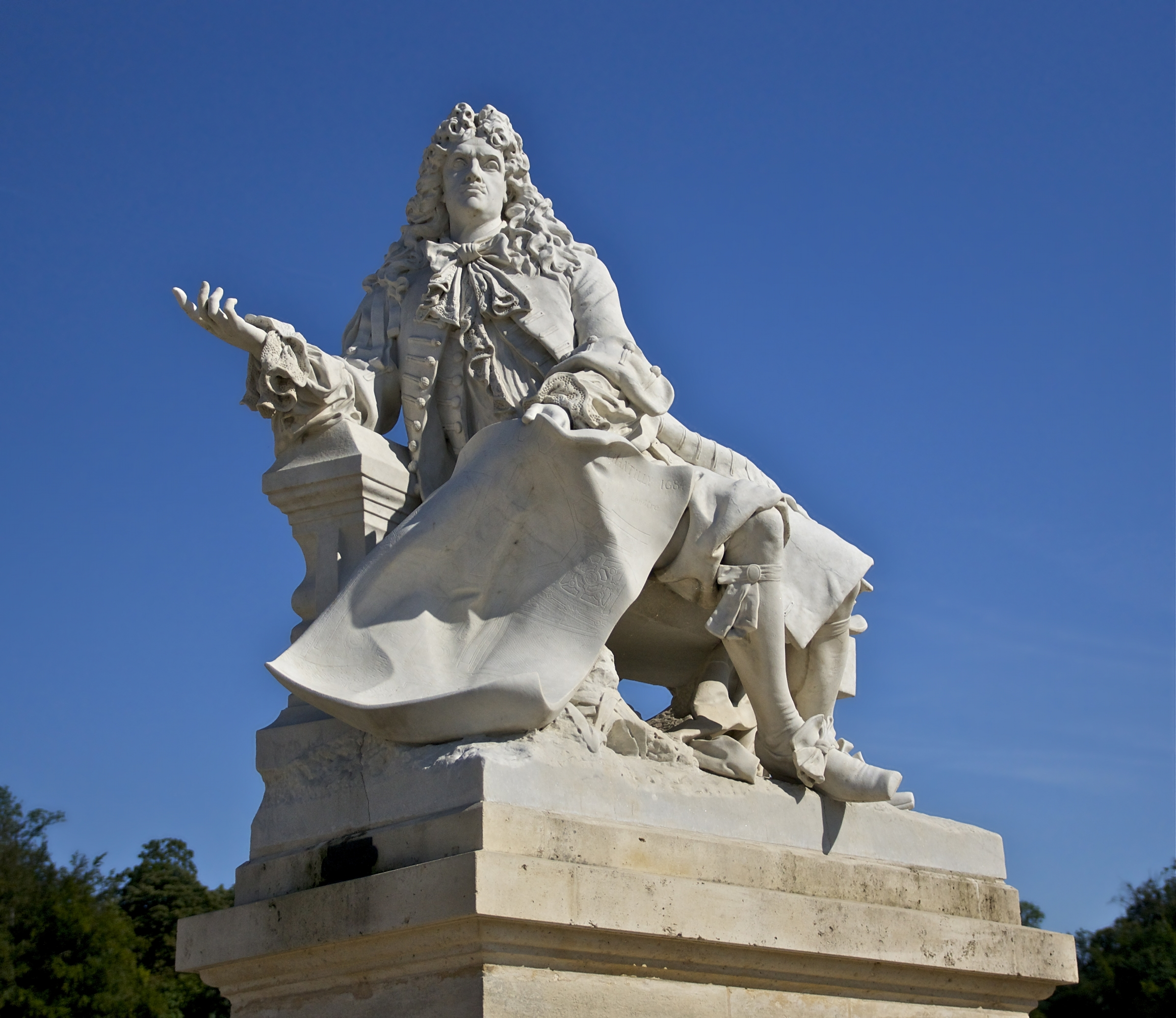
Statue d'André Le Nôtre dans le parc du château de Chantilly.
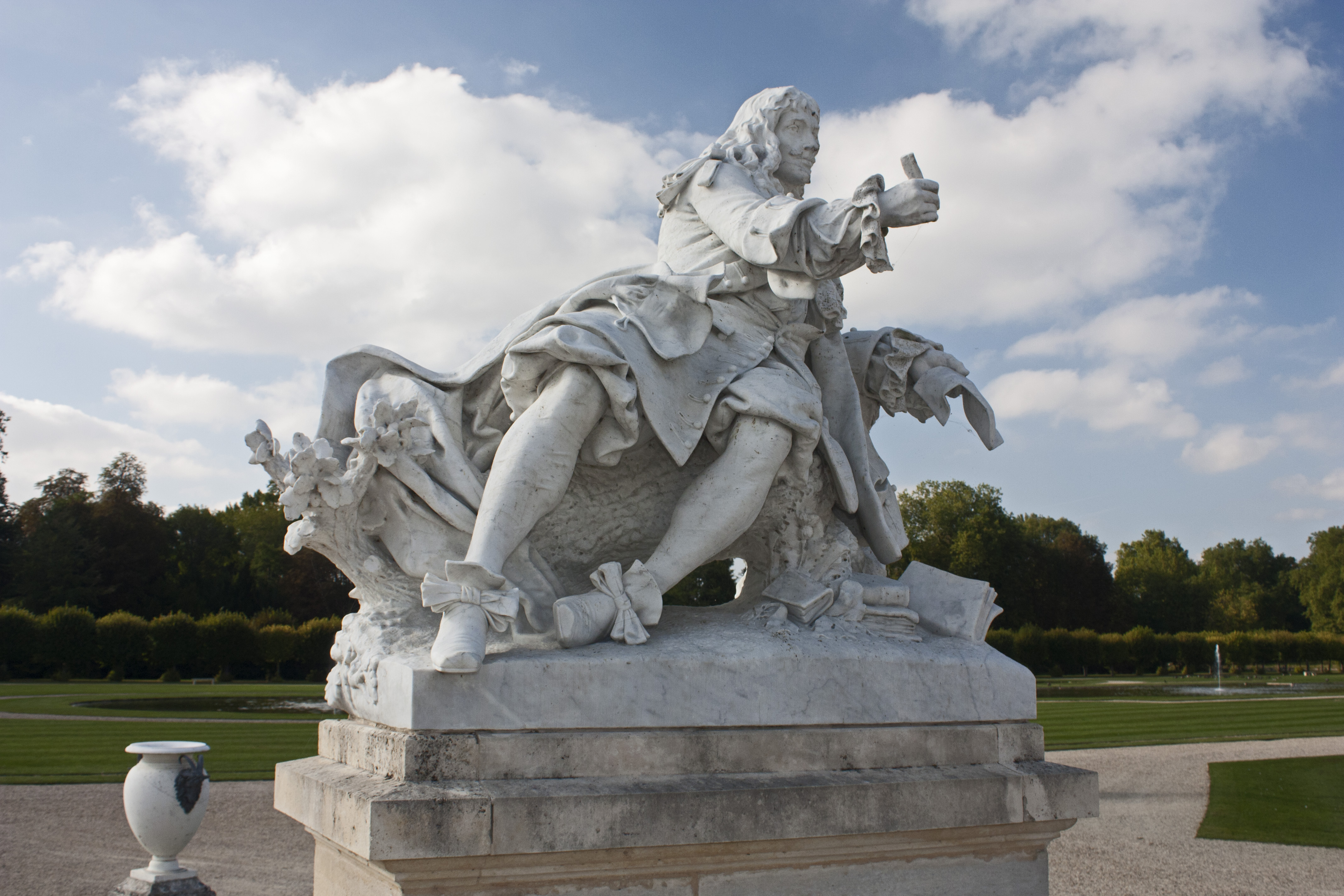
Statue de Molière dans le parc du château de Chantilly.
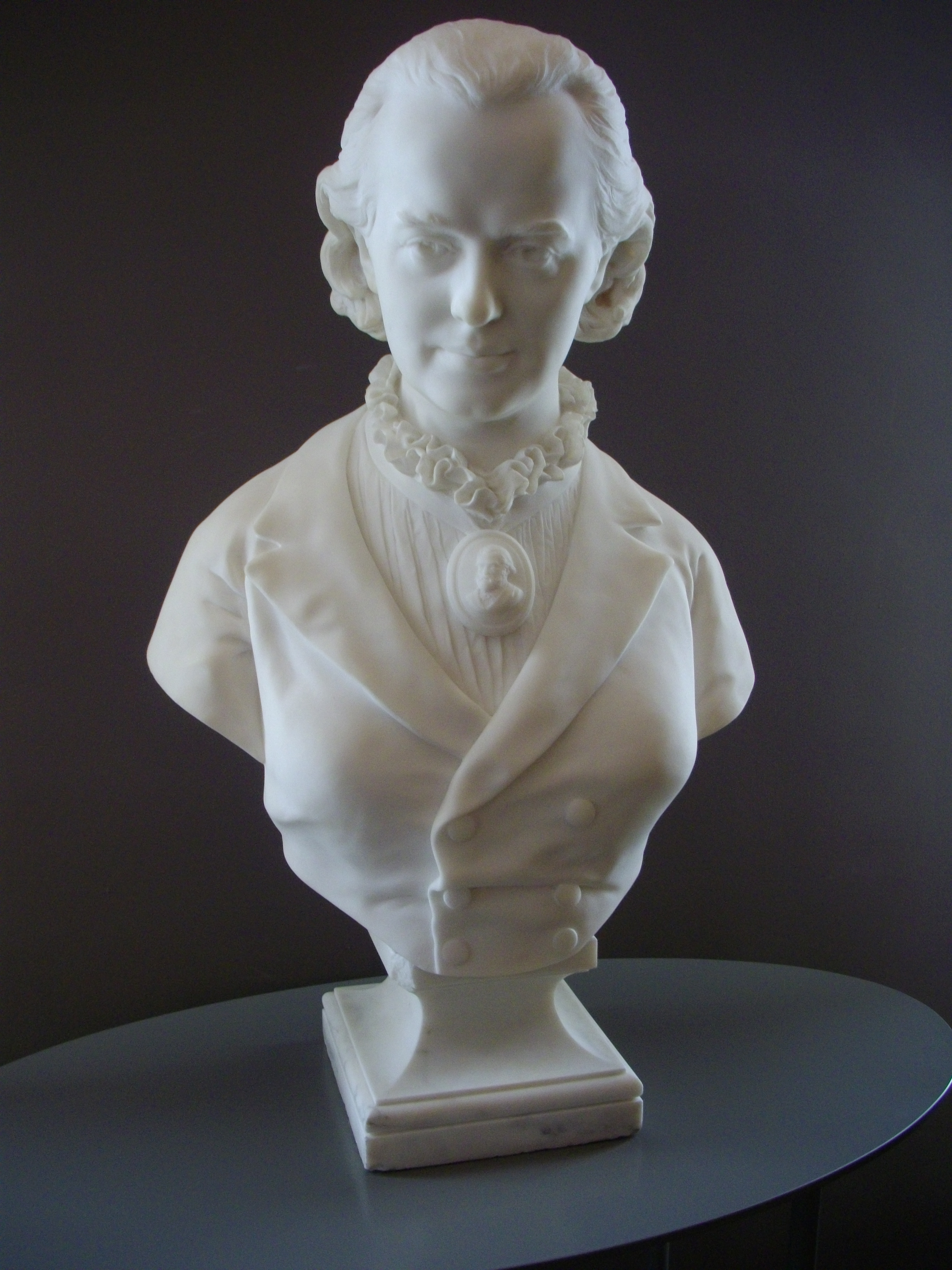
Buste de Marie Moret dans le bureau de Godin, dans le Familistère à Guise.
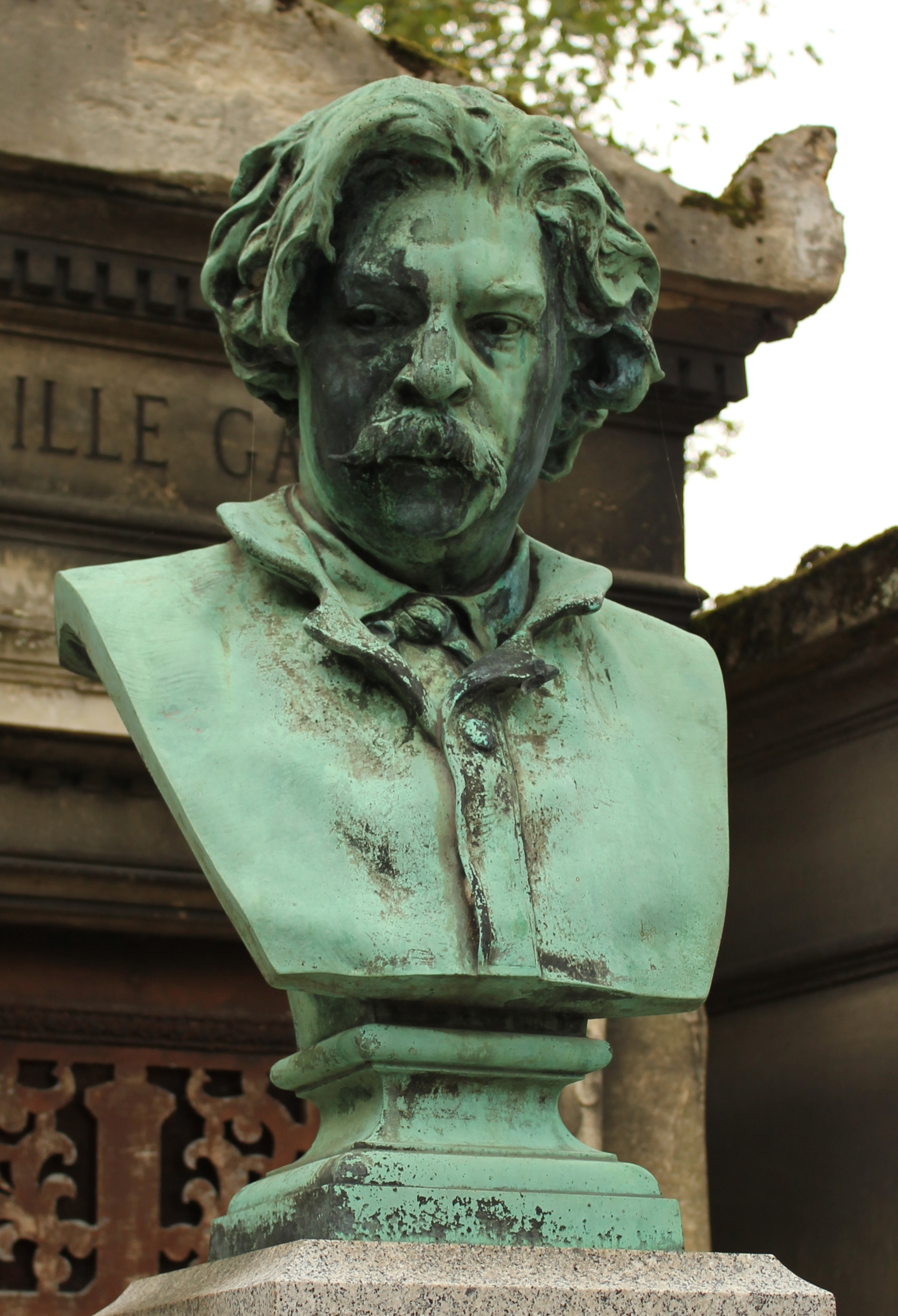
Buste de Thomas Couture au cimetière du Père-Lachaise à Paris.
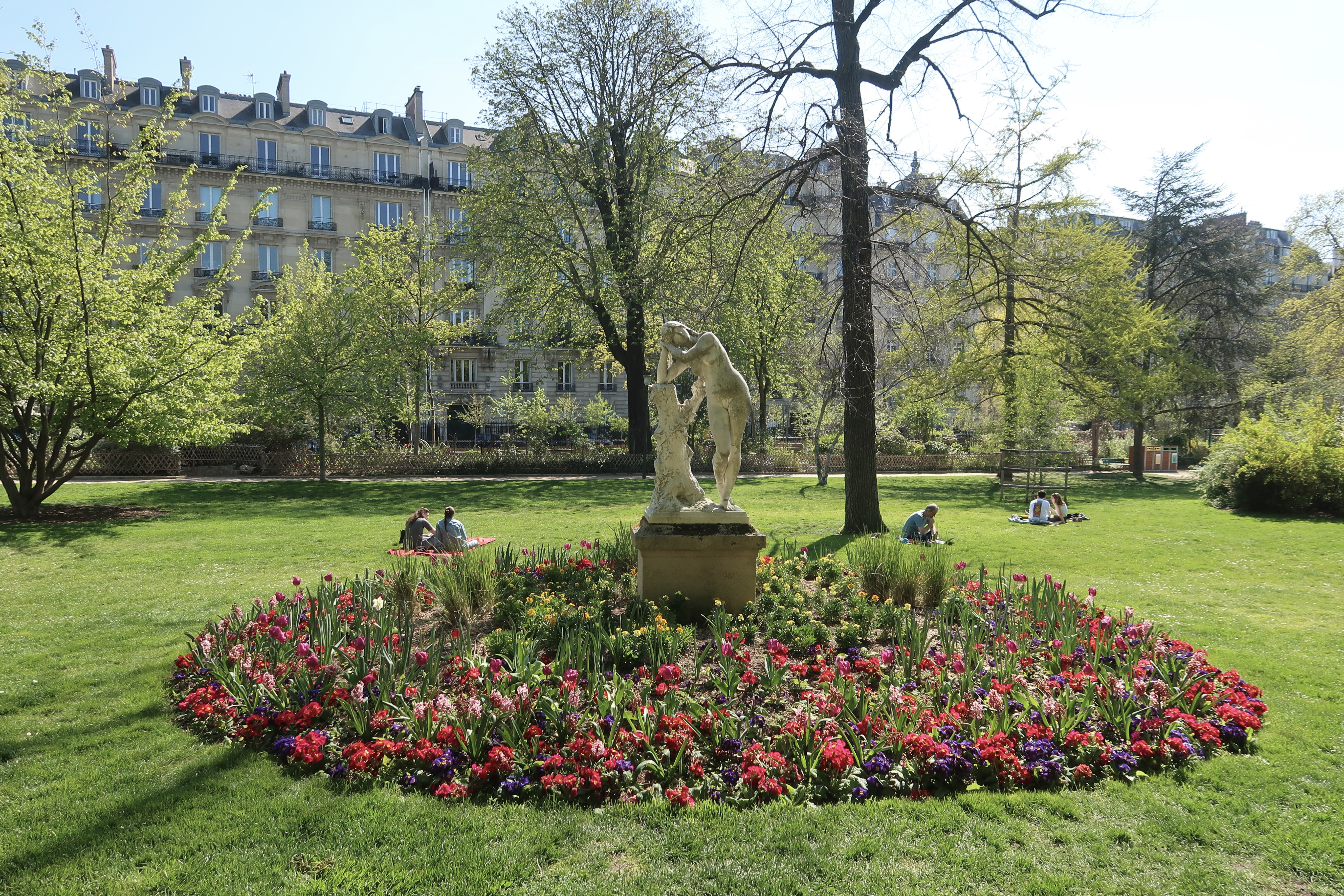
Méditation dans le jardin du Ranelagh à Paris.

## Distinctions
- Chevalier de la Légion d'honneur (1878) [31].
- officier de l’ordre royal du Cambodge.